# Dronkenschap

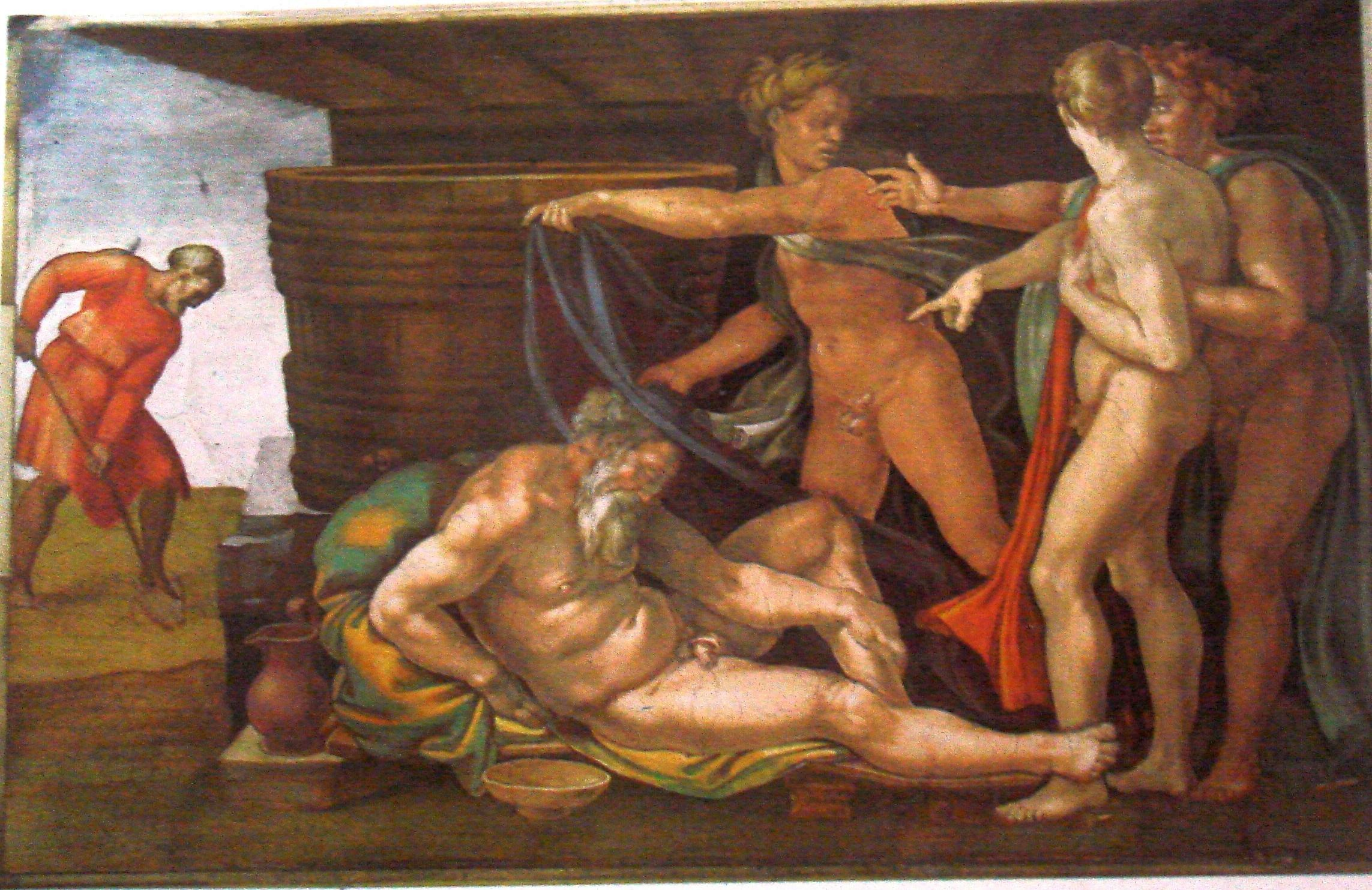
De dronkenschap van Noach, schildering in de Sixtijnse Kapel

Dronkenschap is een lichamelijke en psychische toestand waarbij sterke gedragsveranderingen optreden door een teveel aan alcohol in het bloed, waarbij men de controle over het eigen gedrag verliest. Bij mensen treedt dit doorgaans op door het drinken van alcoholische drank, bij dieren door het eten van gistende vruchten.

## Kenmerken
Kenmerkend voor dronkenschap zijn:
- (Sterke) gedragsveranderingen. De gedragsveranderingen kunnen variëren van heel vrolijk (goede dronk) tot melancholiek of juist agressief (slechte dronk); ethanol of alcohol is een dempende stof. In het begin van de vergiftiging (die men dronkenschap noemt) worden echter vooral de remmende zenuwcellen gedempt. Deze ontremming wordt alleen in heel lichte gevallen als aangenaam ervaren; het decorumverlies en het al te nadrukkelijk aanwezig zijn kan door anderen als storend ervaren worden.
- Een warm gevoel en rood aangelopen gezicht door verwijding van de oppervlakkige bloedvaten.
- Black-out: de volgende morgen weet de geïntoxiceerde niets meer van de gebeurtenissen die hij of zij onder invloed heeft ondergaan of veroorzaakt.
- Lallen: doordat men de mond- en tongspieren niet meer goed onder controle heeft.
- Door verlies van controle over de spieren en verstoring van de evenwichtszin ontstaat de waggelende en strompelende gang, wijdbeens lopen, gepaard gaande met struikelen en vallen.[1] Ook de fijne motoriek vermindert waardoor dronken mensen sneller dingen uit hun handen laten vallen. Veel mobiele telefoons zijn op deze manier gesneuveld; doordat de eigenaar dronken was en het apparaat liet vallen, waardoor het glas barstte.
- Slaperigheid treedt in tweede instantie op, als ook de activerende zenuwcellen gedempt worden.
- Versnelde perceptie van tijd;
- Vertraagde reactiesnelheid;
- Kokervisus: het gezichtsveld wordt steeds smaller;
- Ook de werking van andere zintuigen vermindert waardoor pijn, warmte en kou minder gevoeld worden.
- Misselijkheid en braken, bij extreem alcoholgebruik zelfs tijdens de slaap; er ontstaat op die wijze een gevaar voor verslikken en verstikken
- Verstoring van de vochtbalans; alcohol vermindert de werking van ADH en stimuleert zo de productie van grote hoeveelheden verdunde urine;[2] dit verschijnsel treedt met name op bij het drinken van bier, omdat er dan grote hoeveelheden vocht worden ingenomen. Een gevolg kan wildplassen en broekplassen zijn.
- Zelfoverschatting;
- In extreme gevallen coma, hartstilstand en de dood door alcoholvergiftiging.

Voorafgaand aan dronkenschap treden al lichte gedragsveranderingen op, zoals ontspannenheid en ontremming. Men zegt dan dat iemand is aangeschoten. Het veilig besturen van voertuigen of bedienen van machines is dan al niet meer mogelijk en doorgaans wettelijk verboden.
Dronkenschap is echter een stadium verder. Bij dronkenschap worden de veranderingen zo sterk dat men controle over het eigen gedrag verliest en deze gedragsveranderingen door de omgeving als negatief worden ervaren. Bovendien treden bij dronkenschap vaak bovengenoemde onwillekeurige fysieke reacties op als braken, slaperigheid en verlies van controle over de spieren.

## Risico's
Alcoholhoudende dranken kunnen ernstige, soms levensbedreigende, vergiftigingsverschijnselen teweegbrengen, vooral wanneer er grote hoeveelheden alcohol in korte tijd worden geconsumeerd.
Indirecte risico's zijn onder meer zelfoverschatting, gecombineerd met vertraagde reactiesnelheid; dit maakt dat de persoon die onder invloed verkeert sneller verkeersongelukken veroorzaakt of zichzelf in gevaarlijke posities brengt, mede veroorzaakt door roekeloos gedrag. Het gedrag van mensen onder invloed van alcohol kan in het uitgaansleven, maar ook in huiselijke kring, snel leiden tot incidenten en vechtpartijen.
Een minder bekend risico is het risico van onderkoeling of hypothermie; dit risico treedt op als een persoon onder invloed tijdens of na een avondje stappen op straat in slaap valt, ongeacht de temperatuur. Doordat alcohol de oppervlakkige bloedvaten verwijdt, verliest men zelfs nog sneller warmte dan nogmaal, maar door de slaperigheid en verminderde werking van de zintuigen merkt men dit niet meer.
In dronkenschap kan men dingen doen of zich laten provoceren tot zaken die men normaal gesproken nooit zou doen. Dit kan tot sociaal gezichtsverlies of (juridische) problemen leiden. Er is een gezegde "Wat de dronkene misdoet, wordt de nuchtere beboet". Dit wil zeggen dat de maatschappij en het recht vaak niet veel consideratie zullen hebben met misdragingen die onder invloed van alcohol zijn gepleegd.
Alcohol heeft al een nadelig effect op het kunnen besturen van een voertuig; bij dronkenschap zijn deze gevolgen nog sterker aanwezig en kan het besturen van een voertuig nog harder worden bestraft. Zie ook: alcohol en verkeer.

## Adaptatie
Adaptatie is een verschijnsel waarbij het lichaam aan alcohol went terwijl men drinkt, bijvoorbeeld doordat men erbij eet of tussendoor sap drinkt. De alcohol wordt geleidelijk opgenomen en ook de afbraakproducten worden geleidelijker gevormd. Hierdoor worden de effecten onderdrukt. Waggelen, misselijkheid en slaperigheid treden dan niet op, terwijl ook het gedrag hetzelfde blijft. De persoon lijkt voor het oog niet dronken. De vertraagde reactiesnelheid en kokervisus treden echter nog steeds op, waardoor het ook voor deze persoon, boven een bepaalde hoeveelheid alcohol, wettelijk niet toegestaan is een gemotoriseerd voertuig te bedienen.
Het grote gevaar van dit verschijnsel is de onderschatting van de effecten van alcohol. Bovendien zijn mensen onder invloed al geneigd hun eigen kunnen te overschatten. Hierdoor stapt men sneller alsnog in de auto, in de waan dat men er wel tegen kan. Ook wordt vaak gedacht dat men de effecten van alcohol kan afzwakken door iets te eten of koffie te drinken. Ook het achteraf eten van frieten, drinken van koffie  hebben geen invloed op het alcoholpercentage in het bloed.
Volgens een oud bijgeloof zou men door het drinken uit een beker van amethist niet dronken kunnen worden.

## Alcoholemie
Na consumptie van sterkedrank is de alcoholemie (het alcoholgehalte in het bloed) hoger dan na het drinken van eenzelfde hoeveelheid bier. Bij een persoon van 80 kg zal de alcoholemie lager zijn dan bij iemand van 50 kg, na het nuttigen van dezelfde hoeveelheid drank. Bij vrouwen stijgt de concentratie aan alcohol in het bloed sneller dan bij mannen.

## Maatregelen bij dronkenschap
Een dronken persoon dient zich te onthouden van meer alcoholconsumptie. Water drinken of eten kan de intoxicerende effecten vertragen, evenals overgeven. Slapen in een veilige omgeving is een manier om het lichaam de tijd te geven de alcohol af te breken. Iemand die onder invloed is zal vaak hulp nodig hebben om die veilige omgeving te bereiken.
Begeleiding van een dronken persoon:
- Niet alleen laten omdat de persoon gemakkelijk iets kan overkomen;
- Laten eten en water laten drinken en eventueel laten braken;
- Alleen op een veilige plaats laten slapen, dus naar een veilige plaats begeleiden;
- Men kan het beste op kalme kordate toon tegen beschonken personen praten en hen overtuigen dat zij moeten ophouden met drinken en naar bed moeten. Omdat een dronken persoon onvoorspelbaar kan reageren moet men vooral geen verwijten maken over het te veel drinken.
- Attent zijn op alcoholvergiftiging; als de persoon niet meer reageert op prikkels geneeskundige hulp inroepen.

## Na de dronkenschap
Door de alcohol wordt de slaap in eerste instantie zeer diep. In een later stadium kan door de afbraakproducten van alcohol slapeloosheid optreden. Door dezelfde stoffen treedt ook vaak een kater op. De verschijnselen zijn hoofdpijn, misselijkheid en braken, en soms diarree. Vaak wordt men na de avond ervoor dronken te zijn geweest 's ochtends vrij vroeg ziek wakker, wanneer de effecten van de afbraakproducten de overhand krijgen over die van de alcohol zelf. Omdat alcohol de kwaliteit van de slaap negatief beïnvloedt voelt men zich de dag erna ook vaak moe.
Er zijn veel zogenaamde huismiddeltjes om een kater te bestrijden. Hoofdpijn kan worden voorkomen door water te drinken. Alcohol onttrekt water aan het lichaam en een tekort aan water in de hersenen kan hoofdpijn veroorzaken. Door voldoende water te drinken kan dit verlies deels worden gecompenseerd. Vaak voelt men zich ook snel beter door iets (stevigs) te eten, maar dit gaat niet op wanneer men hier te misselijk voor is. Door de opname van voedingsstoffen wordt het effect van de alcohol naar de achtergrond verdrongen, bovendien voelt men zich met een volle maag vaak beter.
Alcohol wordt met een gemiddelde snelheid van 1,5 uur per glas afgebroken. Hierdoor is het dus mogelijk dat men ook de volgende dag nog steeds (restalcohol) in het bloed heeft en geen voertuig kan besturen.

## Dieren
Ook dieren kunnen dronken worden. Uit onderzoek is gebleken dat ethanol in de natuur voorkomt door overrijping van fruit, met name in tropische gebieden, en dieren dat consumeren. Een hzeer bekend voorbeeld is dronkenschap bij koeien wanneer zij te veel gefermenteerde appels eten, bijvoorbeeld omdat een boomgaard aan de wijde grenst of mensen de appels voeren.